# 鍾翠詩
鍾翠詩（英語：Tracy Chung Chui-sze，2000年1月15日—），香港女藝人，畢業於加拿大西門菲沙大學，亦為「2023年度溫哥華華裔小姐競選」亞軍及最上鏡小姐的獎項得主及「2024香港小姐競選」之十強佳麗，現時是無綫電視女藝人。

## 簡歷
鍾翠詩在香港出生，家裡有一個弟弟，2012年至2018年期間就讀於東華三院馮黃鳳亭中學，在校期間曾於2015年參與該校為參加食物環境衞生署食物安全中心所舉辦的「減鹽減糖及營養標籤短片創作比賽」之拍攝工作，而有關影片《亭園「營」人指南」》亦獲得該比賽之初中組別季軍。
據其所述，由於她自己曾在2010年到溫哥華旅遊及探親，很喜歡該處輕鬆優美的生活環境和多元文化，故當時便立志要前赴温哥華升學，並於2018年完成香港中學文憑考試後轉赴加拿大，在西門菲沙大學傳理、藝術與科技學院主修傳理學，並已於2023年6月畢業。
她在2023年參加該年度的「溫哥華華裔小姐競選」，最終贏得亞軍及最上鏡小姐的獎項，並於2024年返回香港參加「2024香港小姐競選」，並晉身25強「初步入圍」佳麗之列。在9月15日決賽當晚表現平均，入選十強。
2024年11月19日，鍾翠詩於「萬千星輝賀台慶2024」中贏得總值港幣43萬的台慶大獎，隨後的同年12月，她正式加入TVB娛樂新聞台，成為《娛樂新聞報道》的外景主持之一。

## 演出作品
- 2015年：《亭園「營」人指南 （页面存档备份，存于）》 （東華三院馮黃鳳亭中學 — 健康亭園）
- 2024年至今：《娛樂新聞報道》外景主持（TVB娛樂新聞台）
- 2025年：《俠醫》（無綫電視劇集，待播）

## 外部連結
- 鍾翠詩的Instagram帳戶